# Peter Møller (tornász)
Peter Møller (Koppenhága, 1897. február 28. – Koppenhága, 1984. október 17.) olimpiai bajnok dán tornász.
Az 1920. évi nyári olimpiai játékokon indult tornában és a szabadon választott gyakorlatok csapatversenyben aranyérmes lett.
Klubcsapata a HG volt.